# 平岡力
平岡 力（ひらおか りき、1889年（明治22年）9月29日 - 1980年（昭和55年）8月2日）は、大日本帝国陸軍軍人。最終階級は陸軍少将。功四級。

## 経歴
鹿児島県日置郡吉利村（日吉町を経て現日置市日吉町吉利）で生まれた。陸軍士官学校第24期卒業。1938年（昭和13年）7月15日に陸軍歩兵大佐進級と同時に鹿児島連隊区司令官に着任。1940年（昭和15年）8月に歩兵第45連隊長（第11軍・第6師団・歩兵第36旅団のち第6歩兵団）に転じ、日中戦争に出動。岳州から第一次長沙作戦、第二次長沙作戦などに参加した。
1942年（昭和17年）11月に横浜連隊区司令官に就任し、1943年（昭和18年）3月に陸軍少将に進級した。1944年（昭和19年）5月22日に近衛第3師団兵務部長に転じ、7月8日に留守近衛第2師団兵務部長と歴任した。1945年（昭和20年）3月18日に編制された独立混成第108旅団（関東軍・第17方面軍・第58軍）の旅団長に3月29日に就任し、終戦時は済州島で米軍の上陸に備えていた。
1948年（昭和23年）1月31日、公職追放仮指定を受けた。

## 親族
- 兄 平岡礹（海軍中将、機関科）[3]